# Stanton Fitzwarren
 (septembre 2023).
Stanton Fitzwarren est une paroisse civile et un village du Wiltshire, en Angleterre.